# Есауловская волость
Есауловская волость — историческая административно-территориальная единица Таганрогского уезда Области Войска Донского с центром в слободе Есауловка.
По данным 1873 года, состояла из слободы и 5 посёлков. Население — 4005 человек (2040 мужского пола и 1965 — женского), 603 дворовых хозяйства и 31 отдельный дом.
Поселения волости:
- Есауловка — слобода над рекой Мало-Крепинская за 150 верст от окружной станицы, 758 человек, 101 дворовое хозяйство и 9 отдельных зданий, в хозяйствах насчитывалось 34 плуга, 88 лошадей, 137 пар волов, 525 овец;
- Новонадеждовка — посёлок над рекой Мало-Крепинская за 150 верст от окружной станицы, 529 человек, 71 дворовое хозяйство и 3 отдельных дома;
- Мало-Крепинское — посёлок над рекой Мало-Крепинская за 158 верст от окружной станицы, 782 человека, 125 дворовое хозяйство и 4 отдельных дома;
- Алексеево-Нагольчинский — посёлок над рекой Нагольчик за 150 верст от окружной станицы, 1276 человек, 210 дворовых хозяйств и 11 отдельных зданий;
- Верхне-Нагольчинский — посёлок над рекой Нагольчик за 158 верст от окружной станицы, 563 человека, 87 дворовых хозяйств и 3 отдельных зданий;
- Васильев — посёлок над рекой Нагольчик за 157 верст от окружной станицы, 106 человек, 20 дворовых хозяйств и отдельного дома.